# Dorothy Morris
Pour les articles homonymes, voir Morris.
Dorothy Morris est une actrice américaine.

## Biographie
Elle est née à Los Angeles en 1922, elle est la sœur de Caren Marsh Doll.
En 1946, elle se marie à Marvin Moffie.

## Filmographie
- 1941 : Her First Beau : Shirley (non créditée)
- 1941 : Whistling in the Dark : l'opératrice de téléphone (non créditée)
- 1941 : Down in San Diego : Mildred Burnette
- 1941 : Débuts à Broadway : une fille du chœur (non créditée)
- 1942 : Rio Rita : l'employée de la station-service (non créditée)
- 1942 : Le Souvenir de vos lèvres : Edith Bryant
- 1942 : La Flamme sacrée : une fille américaine (non créditée)
- 1943 : The Youngest Profession : la secrétaire
- 1943 : Et la vie continue : Mary Arena
- 1943 : Cry Havoc : Sue
- 1944 : Trente Secondes sur Tokyo (Thirty Seconds Over Tokyo) de Mervyn LeRoy : Jane (créditée comme Dorothy Ruth Morris)
- 1945 : Our Vines Have Tender Grapes : Ingeborg Jensen
- 1945 : Main Street After Dark : Rosalie Dibson
- 1945 : Club Havana : Lucy
- 1946 : Little Miss Big : Kathy Bryan
- 1958 : The Power of the Resurrection : Marie, sœur de Lazare
- 1958 : Macabre : Alice Barrett